# Losing My Grip
Losing My Grip è un singolo del gruppo musicale britannico Enter Shikari, pubblicato il 16 gennaio 2024.
Il brano vede la partecipazione vocale di Jason Aalon Butler, frontman dei Fever 333.

## Tracce
Testi e musiche di Rou Reynolds, Chris Batten, Rory Clewlow, Rob Rolfe e Jason Aalon Butler.
1. Losing My Grip – 2:48

## Formazione
Enter Shikari
- Rou Reynolds – voce, sintetizzatore, programmazione
- Rory Clewlow – chitarra
- Chris Batten – basso
- Rob Rolfe – batteria

Altri musicisti
- Jason Aalon Butler – voce aggiuntiva

Produzione
- Rou Reynolds – produzione, missaggio
- George Perks – ingegneria del suono
- Engine-Earz – mastering